# Compania de Transport Public Cluj-Napoca
Compania de Transport Public Cluj-Napoca (fostă Regia Autonomă de Transport Urban de Călători, acronim CTP) este subordonată Primăriei Municipiului Cluj-Napoca. Compania prestează servicii către populație, principala activitate fiind transportul public de persoane în municipiul Cluj-Napoca.
Municipiul este străbătut de 662 km de străzi, din care 443 km sunt echipate cu facilități moderne (structură stradală, echipamente pentru servicii publice). Transportul în comun se realizează pe 342 km din rețeaua de drumuri interne, prin intermediul mai multor linii autobuz, troleibuz și tramvai. 

## Istoria transportului urban din Cluj
Sfârșitul Primului Război Mondial a adus o înviorare a activității economico sociale și - totodată - creșterea semnificativă a numărului de locuitori ai orașului care, în 1920, ajung să numere 83.000 de inși. În această situație, transportul public a devenit o problemă stringentă, a cărei rezolvare cerea măsuri rapide.
Astfel, în 1922, două autocamioane „Saurer" rămase captură de război, cumpărate de la armată - recondiționate și carosate în autobuze, dintre care unul cu etaj descoperit - asigurau transportul de călători în oraș, de la barierele Someșeni - azi piața Mărăști - prin strada Dorobanților, Centru, Horea, până la gara CFR. Pentru protecția călătorilor pe timp de ploaie, se utiliza o rogojină care acoperea etajul descoperit al autobuzului.
În anul 1924 au luat ființă societățile „Blaga Mărgărit" și „Rotația", prima desființându-se după numai un an de existență.
Societatea „Rotația" s-a dezvoltat treptat, astfel că în 1926 a ajuns să aibă un număr de 32 de membri. Drept urmare a acestui fapt, pe diferite trasee ale orașului ajung să circule peste 50 de autobuze. Dintre acestea, multe aparțineau unor particulari independenți. Între 1929 și 1930 a luat ființă „Uniunea Automobilelor de Călători și Marfă", urmată, în 1931, de „Asociația Autocamionagiilor Profesioniști".
Cei mai mulți posesori de mijloace de transport public s-au grupat în asociația proprietarilor de autobuze „Rapid", asociație care a obținut ulterior, din partea primăriei, dreptul exclusiv de a organiza, în Cluj, transportul de persoane, în comun. Traseele autobuzelor legau, în continuare, gara orașului de centru, precum și de cartierele mărginașe.
În pragul celui de-al Doilea Război Mondial existau în total nouă linii de autobuz, dintre care trei erau cu caracter sezonier.
Cetățenii cu dare de mână puteau recurge și la alte mijloace de transport urban. Existau și birji, precum existau și taxiuri, gata să-și transporte clienții la destinațiile dorite. Astfel de stații de taxi erau organizate în principalele piețe ale orașului.
În primii ani de după război, transportul urban s-a confruntat cu diverse probleme, generate de lipsa carburanților și de numărul scăzut de autobuze. Din acest motiv, o bună parte din autobuzele firmei „Rapid" au folosit gazul metan drept combustibil.
În anul 1959, pe lângă autobuzele existente, în Cluj a fost introdus transportul electric urban, cu troleibuze provenite din producția autohtonă. În 1957, la uzinele „Tudor Vladimirescu" din București a început fabricarea primelor autobuze și autoutilitare românești din gama TV.

## Înființare
La 1 ianuarie 1961 a luat ființă Întreprinderea Orășenească de Transport Cluj, transformată ulterior în Întreprinderea de Transport Urban Cluj.
Apoi, tot la 1 ianuarie, dar în anul 1980, s-a înființat Întreprinderea Județeană de Transport Local, care organiza activitatea de transport public în toate municipiile din județ.
Creșterea semnificativă a populației orașului ca urmare a procesului de industrializare de după anul 1970 a determinat introducerea transportului cu tramvaiul. Acesta a fost inaugurat în anul 1987.
Din ianuarie 1991, urmând tendința generală a momentului de după revoluție, întreprinderea s-a descompus în unități de transport local autonome, pentru fiecare municipiu din județ. Astfel, în municipiul Cluj-Napoca s-a înființat Regia Autonomă de Transport Urban de Călători.

## Transport
Compania beneficiază de: 251 de autobuze diesel (tip: Renault R312, Renault/Irisbus Agora, Iveco Urbanway, Solaris Urbino 18, Mercedes-Benz Conecto - articulat și nearticulat, sau MAN), 41 de autobuze electrice (tip: Solaris Urbino 12 Electric), 82 de troleibuze (tip: Irisbus/Renault Agora Long, AstraBus, Iveco Astra Town 118, Solaris Trolino), 26 de tramvaie (tip: en:Pesa Swing și Astra Vagoane Călători Imperio) și 9 microbuze. Pe parcursul anului 2019, respectiv 2020 vor fi livrate încă 50 de troleibuze și 22 de tramvaie, troleibuzele fiind produse de compania poloneză Solaris Bus & Coach, respectiv tramvaiele fiind produse de către Astra Vagoane Arad.

### Autobuze / Microbuze

##### Urbane
| Linia | Punct terminus                          | Cartier punct terminus | Punct terminus                                     | Cartier punct terminus | Ruta | Observații                                                |
| ----- | --------------------------------------- | ---------------------- | -------------------------------------------------- | ---------------------- | --- | --------------------------------------------------------- |
| 8L    | Piața Mărăști                           | Mărăști                | Agro Transilvania                                  |                        | via Calea Dezmirului |                                                           |
| 9     | Piața Gării (Sud)                       | Centru                 | Str. Bucium                                        | Mănăștur               | via Central (stație doar retur) via Calea Florești |                                                           |
| 18    | Str. Posada                             | Centru                 | Str. Veseliei                                      | Borhanci               | via Str. Constantin Brâncuși via Str. Romul Ladea |                                                           |
| 19    | Piața Mihai Viteazul (Sud / Pod Traian) | Centru                 | Str. Edgar Quinet                                  | Mănăștur               | via Calea Mănăștur via Str. Câmpului |                                                           |
| 20    | Str. Posada                             | Centru                 | Biserica Borhanci                                  | Borhanci               | via Str. Constantin Brâncuși |                                                           |
| 21    | Piața Mihai Viteazul (Vest)             | Centru                 | Str. Bună Ziua                                     | Bună Ziua              | circulă până la Dacia Service (Calea Turzii) |                                                           |
| 22    | Piața Gării (Sud)                       | Centru                 | Str. Iuliu Moldovan (Spitalul de Boli Infecțioase) | Hasdeu / Centru        | via Str. Memorandumului | serviciu limitat                                          |
| 24    | Str. Unirii                             | Gheorgheni             | Str. Bucium                                        | Mănăștur               | via Iulius Mall via Piața Mărăști via Calea Florești | serviciu limitat (vezi 24B)                               |
| 24B   | Str. Unirii                             | Gheorgheni             | Vivo! Cluj-Napoca                                  |                        | via Iulius Mall via Piața Mărăști via Calea Florești |                                                           |
| 26    | Radio România Cluj                      | Grigorescu             | Bd. Muncii                                         | Zona Industrială Est   | via Piața 14 Iulie via Piața Mihai Viteazul (Sud, doar tur) | serviciu limitat (vezi 26L)                               |
| 26L   | Radio România Cluj                      | Grigorescu             | Emerson                                            | Zona Industrială Est   | via Piața 14 Iulie via Piața Mihai Viteazul (Sud, doar tur) |                                                           |
| 27    | Radio România Cluj                      | Grigorescu             | Piața Gării (Sud)                                  | Centru                 | via Piața 14 Iulie via Str. Horea |                                                           |
| 28    | Radio România Cluj                      | Grigorescu             | Piața Mihai Viteazul (Sud)                         | Centru                 | via Piața 14 Iulie | serviciu limitat (vezi 28B)                               |
| 28B   | Vivo! Cluj-Napoca                       |                        | Piața Mihai Viteazul (Sud)                         | Centru                 | via Cora via Piața 14 Iulie |                                                           |
| 29    | Drumul Sfântul Ioan                     | Mănăștur               | Str. Henri Barbusse                                | Mărăști                | via Calea Florești via Piața Mihai Viteazul (Sud) | serviciu limitat (vezi 29S)                               |
| 29S   | Drumul Sfântul Ioan                     | Mănăștur               | Piața Mihai Viteazul (Sud / Pod Traian)            |                        | via Calea Florești |                                                           |
| 30    | Str. Aurel Vlaicu                       | Mărăști                | Radio România Cluj                                 | Grigorescu             | via Str. Memorandumului via Stadion via Piața 14 Iulie |                                                           |
| 31    | Piața Mihai Viteazul (Est)              | Centru                 | Calea Baciului                                     |                        | via Piața Gării (Nord) |                                                           |
| 32    | Piața Mihai Viteazul (Vest)             | Centru                 | Str. Constantin Brâncuși                           | Gheorgheni             | via Opera-Teatru |                                                           |
| 32B   | Piața Gării (Sud)                       | Centru                 | Str. Constantin Brâncuși                           | Gheorgheni             | Tur: via Piața Mihai Viteazul (Est) via Opera-Teatru Retur: via Piața Cipariu via Sora via Central                                                                                             |                                                           |
| 33    | Aleea Băișoara                          | Gheorgheni             | Piața Mihai Viteazul                               | Centru                 | via Bd. Nicolae Titulescu |                                                           |
| 34    | Aleea Băișoara                          | Gheorgheni             | Piața Gării (Sud)                                  | Centru                 | via Iulius Mall via Piața 1 Mai | extinsă până la Piața Gării în 2024                       |
| 35    | Piața Gării (Sud)                       | Centru                 | Giratoriu Zorilor                                  | Zorilor                | Tur: via Piața Mihai Viteazul (I. P. Voitești) via Opera-Teatru Retur: via Piața Cipariu via Sora via Central                                                                                  |                                                           |
| 36B   | Piața Mihai Viteazul (Vest)             | Centru                 | Str. Ion Ionescu de la Brad                        | Someșeni               | via Str. București via Str. Plevnei |                                                           |
| 36L   | Piața Mihai Viteazul (Vest)             | Centru                 | Emerson                                            | Zona Industrială Est   | via Str. București via Str. Plevnei |                                                           |
| 37    | Piața Mihai Viteazul (Sud / Est)        | Centru                 | Str. Romulus Vuia                                  | Gruia                  | via Str. Emil Racoviță |                                                           |
| 38    | Piața Mihai Viteazul (Sud / Est)        | Centru                 | Str. Vânătorului                                   | Gruia                  | via Str. Emil Racoviță |                                                           |
| 39    | Piața Mihai Viteazul (Est)              | Centru                 | Valea Chintenilor                                  |                        | via Piața Gării (Nord) via Str. Maramureșului | curse și spre CREIC                                       |
| 39L   | Piața Mihai Viteazul (Est)              | Centru                 | Cătun Chinteni                                     |                        | via Piața Gării (Nord) via Str. Maramureșului | curse și spre CREIC                                       |
| 40    | Opera-Teatru (Piața Ștefan cel Mare)    | Centru                 | Vila Tușa                                          | Făget                  | via Calea Turzii |                                                           |
| 41    | Radio România Cluj                      | Grigorescu             | Piața 1 Mai                                        |                        | via Piața 14 Iulie via Piața Mihai Viteazul (Sud) |                                                           |
| 42    | Piața Mihai Viteazul (Sud)              | Centru                 | Str. Câmpului                                      | Mănăștur               | via Calea Mănăștur |                                                           |
| 43    | Radio România Cluj                      | Grigorescu             | Str. Observatorului                                | Zorilor                | via Str. Bucium via Varianta Zorilor-Mănăștur |                                                           |
| 43B   | Radio România Cluj                      | Grigorescu             | Calea Turzii                                       | Zorilor                | via Str. Bucium via Varianta Zorilor-Mănăștur |                                                           |
| 43P   | Vivo! Cluj-Napoca                       |                        | Str. Observatorului                                | Zorilor                | via Str. Bucium via Varianta Zorilor-Mănăștur |                                                           |
| 44    | Radio România Cluj                      | Grigorescu             | Str. Soporului                                     | Sopor                  | via Piața 14 Iulie via Piața Mihai Viteazul (Sud) via Calea Dorobanților via Iulius Mall | introdusă în 2019, extinsă până la Str. Soporului în 2024 |
| 45    | Giratoriu Zorilor                       | Zorilor                | Str. Unirii                                        | Gheorgheni             | Tur: via Str. Bună Ziua via Str. Constantin Brâncuși via Piața Cipariu via Calea Dorobanților via Iulius Mall Retur: via Bd. Nicolae Titulescu via Str. Constantin Brâncuși via Str. Bună Ziua | introdusă în 2019                                         |
| 46    | Opera-Teatru (Piața Ștefan cel Mare)    | Centru                 | Str. Eugen Ionesco                                 | Europa                 | via Str. Observatorului | serviciu limitat (vezi 46L)                               |
| 46B   | Giratoriu Zorilor                       | Zorilor                | Str. Aurel Vlaicu                                  | Mărăști                | Tur: via Piața Cipariu via Calea Dorobanților Retur: via Bd. 21 Decembrie 1989 via Opera-Teatru                                                                                                |                                                           |
| 46L   | Opera-Teatru (Piața Ștefan cel Mare)    | Centru                 | Vila Tușa                                          | Făget                  | via Str. Observatorului via Str. Eugen Ionesco | cumulează liniile 40 și 46                                |
| 47    | Piața Mihai Viteazul (Vest)             | Centru                 | Str. Harghitei / Str. Jiului                       | Între Lacuri           | via Piața Mărăști via Str. Dunării |                                                           |
| 48    | Aleea Băișoara                          | Gheorgheni             | Bd. Muncii                                         | Zona Industrială Est   | via Iulius Mall via Arte Plastice via Terapia |                                                           |
| 48L   | Aleea Băișoara                          | Gheorgheni             | Emerson                                            | Zona Industrială Est   | via Iulius Mall via Arte Plastice via Terapia |                                                           |
| 50    | Giratoriu Zorilor                       | Zorilor                | Bd. Muncii                                         | Zona Industrială Est   | via Piața Cipariu (tur) / Opera-Teatru (retur) Piața Mihai Viteazul (Est) via Piața 1 Mai via Terapia                                                                                          |                                                           |
| 50D   | Giratoriu Zorilor                       | Zorilor                | Str. Panseluțelor                                  | Zona Industrială Est   | via Piața Cipariu (tur) / Opera-Teatru (retur) Piața Mihai Viteazul (Est) via Piața 1 Mai via Terapia via ERS CUG                                                                              | serviciu limitat (vezi 50 / 50L)                          |
| 50L   | Giratoriu Zorilor                       | Zorilor                | Emerson                                            | Zona Industrială Est   | via Piața Cipariu (tur) / Opera-Teatru (retur) Piața Mihai Viteazul (Est) via Piața 1 Mai via Terapia via ERS CUG                                                                              |                                                           |
| 52    | Str. Bucium                             | Mănăștur               | Bd. Muncii                                         | Zona Industrială Est   | via Calea Florești via Piața 1 Mai via Terapia |                                                           |
| 52L   | Str. Bucium                             | Mănăștur               | Emerson                                            | Zona Industrială Est   | via Calea Florești via Piața 1 Mai via Terapia |                                                           |
| 53    | Piața Mihai Viteazul (Vest)             | Centru                 | Piața Agroalimentară IRA                           | Mărăști                | via Str. București via Str. Dâmboviței | introdusă în 2019                                         |
| 56    | Piața Mihai Viteazul (Sud)              | Centru                 | Str. Gheorghe Sion                                 | Dâmbu Rotund           | via Piața Gării (Nord) via Str. Partizanilor | introdusă în 2024                                         |
| 57    | Str. Constantin Brâncuși                | Gheorgheni             | Str. Harghitei / Str. Jiului                       | Între Lacuri           | via Bd. Nicolae Titulescu via Str. Unirii via Iulius Mall via Str. Dunării | introdusă în 2024                                         |

#### Linii express
| Linia | Punct terminus              | Cartier punct terminus | Punct terminus      | Cartier punct terminus | Ruta                                                                                        | Observații                                         |
| ----- | --------------------------- | ---------------------- | ------------------- | ---------------------- | ------------------------------------------------------------------------------------------- | -------------------------------------------------- |
| A1E   | Piața Mihai Viteazul (Vest) | Centru                 | Aeroport (Terminal) |                        | Tur: Regionala CFR, Mareșal Constantin Prezan Retur: via Piața Mărăști via Sora via Central | Doar opriri comandate, pe sensul dinspre Aeroport. |

#### Transport nocturn
| Linia | Punct terminus    | Cartier punct terminus | Punct terminus     | Cartier punct terminus | Ruta                                                                          | Observații                                               |
| ----- | ----------------- | ---------------------- | ------------------ | ---------------------- | ----------------------------------------------------------------------------- | -------------------------------------------------------- |
| 5N    | Piața Gării (Sud) | Centru                 | Str. Traian Vuia   | Someșeni               | vezi linia 5                                                                  | vezi linia 5                                             |
| 25N   | Str. Bucium       | Mănăștur               | Str. Unirii        | Gheorgheni             | via Opera-Teatru                                                              | nu circulă pe același traseu, în totalitate, cu linia 25 |
| 54N   | Giratoriu Zorilor | Zorilor                | Radio România Cluj | Grigorescu             | via Piața Cipariu (tur) / Opera-Teatru (retur) via Stadion via Piața 14 Iulie |                                                          |

#### Metropolitane
| Linia | Punct terminus             | Cartier punct terminus | Punct terminus                      | Comuna           | Ruta (1)                                                                    | Observații                        |
| ----- | -------------------------- | ---------------------- | ----------------------------------- | ---------------- | --------------------------------------------------------------------------- | --------------------------------- |
| M11   | Str. Posada                | Centru                 | Feleacu                             | Feleacu          | via Calea Turzii                                                            |                                   |
| M12   | Str. Posada                | Centru                 | Vâlcele                             | Feleacu          | via Calea Turzii                                                            |                                   |
| M13   | Str. Posada                | Centru                 | Gheorghieni                         | Feleacu          | via Biserica Borhanci                                                       | serviciu complementar cu linia 20 |
| M16   | Str. Posada                | Centru                 | Pasaj Ciurila                       | Ciurila          | via Făget                                                                   | serviciu complementar cu linia 40 |
| M17   | Str. Posada                | Centru                 | Săliște                             | Ciurila          |                                                                             |                                   |
| M18   | Str. Posada                | Centru                 | Filea de Sus                        | Ciurila          | via Filea de Jos                                                            |                                   |
| M21   | Str. Bucium                | Mănăștur               | Florești-Cetate                     | Florești         |                                                                             |                                   |
| M22   | Str. Bucium                | Mănăștur               | Florești-Șesul de Sus               | Florești         |                                                                             |                                   |
| M23   | Calea Florești             | Mănăștur               | Luna de Sus                         | Florești         |                                                                             |                                   |
| M24   | Str. Bucium                | Mănăștur               | Florești-Fermă                      | Florești         |                                                                             |                                   |
| M25   | Str. Bucium                | Mănăștur               | Tăuți                               | Florești         |                                                                             |                                   |
| M26   | Piața Mihai Viteazul (Sud) | Centru                 | Florești-Cetate                     | Florești         | Tur: via Calea Florești Retur: via Calea Florești via Splaiul Independenței |                                   |
| M31   | Piața Mihai Viteazul (Est) | Centru                 | Baciu                               | Baciu            | via Piața Gării (Nord)                                                      | serviciu complementar cu linia 31 |
| M32   | Piața Gării (Gara Mică)    | Centru                 | Suceagu                             | Baciu            |                                                                             |                                   |
| M33   | Piața Gării (Gara Mică)    | Centru                 | Săliștea Nouă                       | Baciu            |                                                                             |                                   |
| M34   | Piața Gării (Gara Mică)    | Centru                 | Mera                                | Baciu            |                                                                             |                                   |
| M34B  | Piața Gării (Gara Mică)    | Centru                 | Mera Nouă                           | Baciu            |                                                                             |                                   |
| M35   | Piața Gării (Gara Mică)    | Centru                 | Popești-Deal                        | Baciu            |                                                                             |                                   |
| M37   | Piața Gării (Gara Mică)    | Centru                 | Feiurdeni                           | Chinteni         |                                                                             |                                   |
| M38   | Piața Gării (Gara Mică)    | Centru                 | Măcicașu                            | Chinteni         |                                                                             |                                   |
| M39   | Piața Gării (Gara Mică)    | Centru                 | Chinteni Lac                        | Chinteni         |                                                                             |                                   |
| M39L  | Piața Gării (Gara Mică)    | Centru                 | Deușu                               | Chinteni         |                                                                             |                                   |
| M41   | Piața Mărăști              | Mărăști                | Apahida                             | Apahida          | via Aeroport                                                                |                                   |
| M41L  | Piața Mărăști              | Mărăști                | Câmpenești                          | Apahida          | via Aeroport                                                                |                                   |
| M42   | Piața Mărăști              | Mărăști                | Sânnicoară                          | Apahida          | via Aeroport                                                                |                                   |
| M42L  | Piața Mărăști              | Mărăști                | Sânnicoară-Parcul Industrial Nervia | Apahida          | via Aeroport                                                                |                                   |
| M43   | Piața Mărăști              | Mărăști                | Dezmir                              | Apahida          | via Aeroport                                                                |                                   |
| M44   | Piața Mărăști              | Mărăști                | Corpadea                            | Apahida          | via Aeroport                                                                |                                   |
| M45   | Piața Mărăști              | Mărăști                | Pata                                | Apahida          | via Aeroport                                                                |                                   |
| M51   | Str. Bucium                | Mănăștur               | Gilău-Motel Dalia                   | Gilău            |                                                                             |                                   |
| M52   | Str. Bucium                | Mănăștur               | Someșul Rece                        | Gilău            |                                                                             |                                   |
| M61   | Str. Posada                | Centru                 | Rediu                               | Aiton            | via Aiton                                                                   |                                   |
| M71   | Str. Posada                | Centru                 | Petreștii de Jos                    | Petreștii de Jos | via Crăești via Livada                                                      | acces la Cheile Turzii            |
| M81   | Str. Bucium                | Mănăștur               | Săvădisla                           | Săvădisla        | via Stolna via Vlaha                                                        |                                   |

(1) doar dacă sunt stații în arealul respectiv

### Troleibuze
| Linia | Punct terminus                        | Cartier punct terminus | Punct terminus              | Cartier punct terminus | Ruta | Observații |
| ----- | ------------------------------------- | ---------------------- | --------------------------- | ---------------------- | --- | ---------- |
| 1     | Piața 1 Mai                           |                        | Str. Bucium                 | Mănăștur               | via Piața Mihai Viteazul (Pod Traian, doar tur) via Str. Memorandumului                                                                                     |            |
| 2     | Piața Gării (Sud)                     | Centru                 | Str. Izlazului              | Mănăștur               | via Central (stație doar retur) via Str. Memorandumului |            |

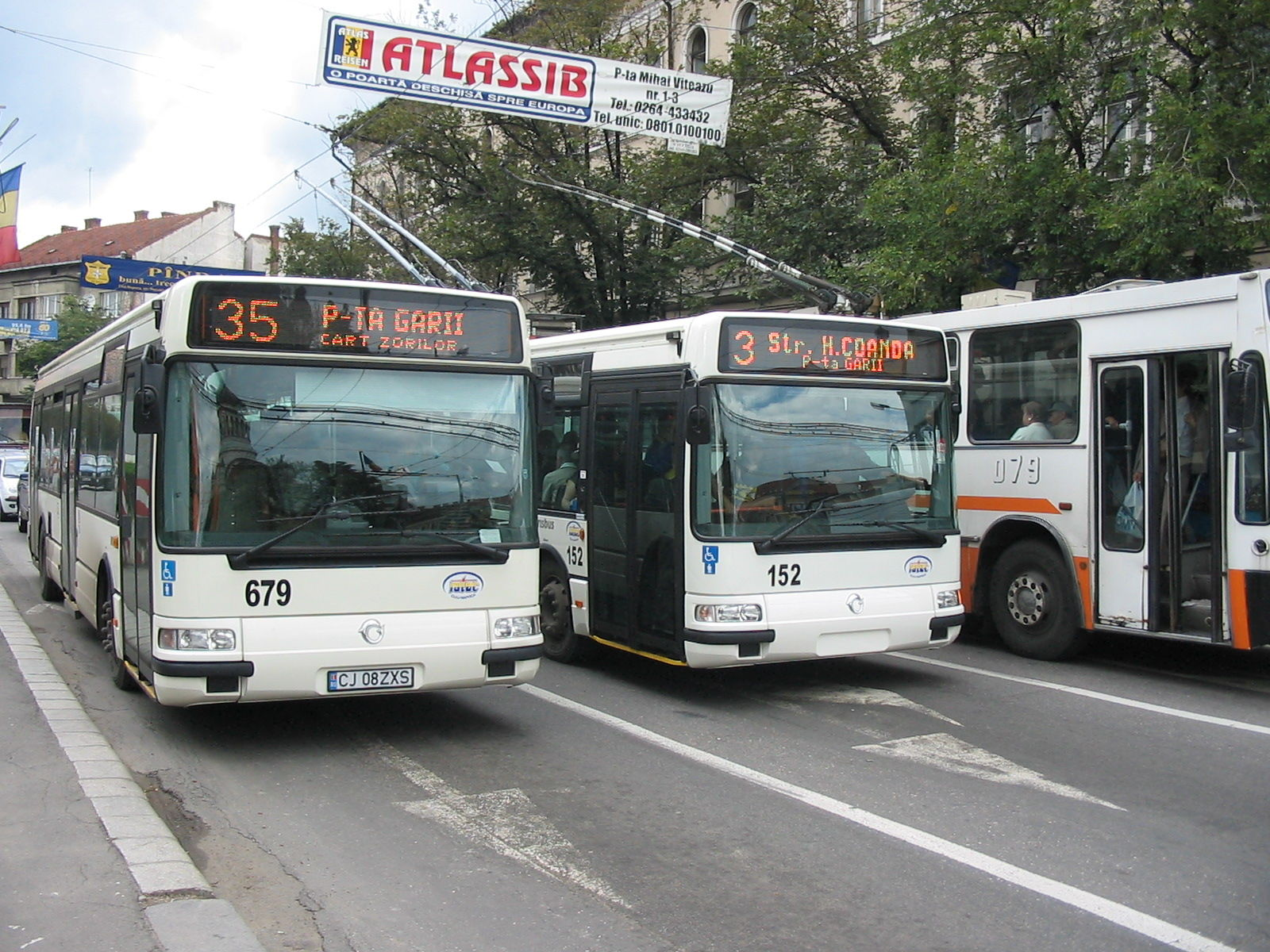
Autobuz și troleibuz de tip Irisbus Agora, în trafic, la mijlocul anilor 2000.

| 3     | Piața Gării (Sud)                     | Centru                 | Str. Unirii                 | Gheorgheni             | Tur: via Piața Mihai Viteazul (I. P. Voitești) via Opera-Teatru Retur: via Piața Cipariu via Sora via Central                                               |            |
| 4     | Piața Gării (Sud)                     | Centru                 | Str. Aurel Vlaicu           | Mănăștur               | Tur: via Piața Mihai Viteazul (I. P. Voitești) via Piața Mărăști Retur: via Piața Mărăști via Sora via Central                                              |            |
| 5     | Piața Gării (Sud)                     | Centru                 | Str. Traian Vuia (Aeroport) | Someșeni               | Tur: via Piața Mihai Viteazul (I. P. Voitești) via Piața Mărăști Retur: via Piața Mărăști via Sora via Central                                              |            |
| 6     | Str. Aurel Vlaicu                     | Mărăști                | Str. Bucium                 | Mănăștur               | via Str. Memorandumului |            |
| 7     | Str. Aurel Vlaicu                     | Mărăști                | Str. Izlazului              | Mănăștur               | via Str. Memorandumului |            |
| 8     | Piața Mihai Viteazul (Sud)            | Centru                 | Str. Traian Vuia (Aeroport) | Someșeni               | via Piața Mărăști via Sora (doar retur) via Central (doar retur)                                                                                            |            |
| 10    | Str. Unirii                           | Gheorgheni             | Bd. Muncii                  | Zona Industrială Est   | Tur: via Piața Cipariu via Piața 1 Mai Retur: via Mareșal Constantin Prezan via Iulius Mall                                                                 |            |
| 14    | Str. Bucium                           | Mănăștur               | Bd. Muncii                  | Zona Industrială Est   | via Piața Mărăști |            |
| 23    | Piața Mihai Viteazul (I. P. Voitești) | Centru                 | Bd. Muncii                  | Zona Industrială Est   | via Piața 1 Mai |            |
| 25    | Str. Bucium                           | Mănăștur               | Str. Unirii                 | Gheorgheni             | linie semicirculară - se circulă spre Str. Unirii și apoi Str. Bucium via Piața Mărăști via Iulius Mall via Bd. Nicolae Titulescu / via Str. Memorandumului |            |

Tramvaie:
- 100: Piața Gării - Bulevardul Muncii
- 101: Strada Bucium - Piața Gării
- 102: Strada Bucium - Bulevardul Muncii
- 100L: Piața Gării - Depou Tramvaie
- 102L: Strada Bucium - Depou Tramvaie